# Mac Thornberry
Mac Thornberry, właśc. William McClellan Thornberry (ur. 15 lipca 1958) – amerykański polityk, członek Partii Republikańskiej i kongresman ze stanu Teksas (w latach 1995–2021).